# 창원천광학교
창원천광학교는 경상남도 창원시 성산구 가음동에 있는 공립 특수학교이다. 지적장애 학생을 위한 특수교육기관으로 유치부, 초등부, 중학부, 고등부, 전공과를 두고 있다.

## 연혁
- 1985년 6월 1일 : 경남혜림학교에서 분리 개교